# Damstämma
Damstämmor eller kvinnostämmor är en beteckning på de stämmor (oftast körstämmor) i ett partitur som sjungs av kvinnor, till exempel sopran, mezzosopran och alt. Stämmorna kan även betecknas sopran 1, sopran 2, etc.